# Stick shaker
El Stick Shaker, también conocido como Vibrador de la palanca de mando, es un dispositivo mecánico diseñado para hacer vibrar o sacudir de forma rápida y ruidosa la palanca de mando en una aeronave, advirtiendo a los pilotos de que su aeronave está o entró en pérdida, o la aeronave no tiene la suficiente velocidad para estar en el aire. El Stick Shaker suele estar instalado en la mayoría de las aeronaves comerciales a reacción y en las aeronaves militares a reacción.

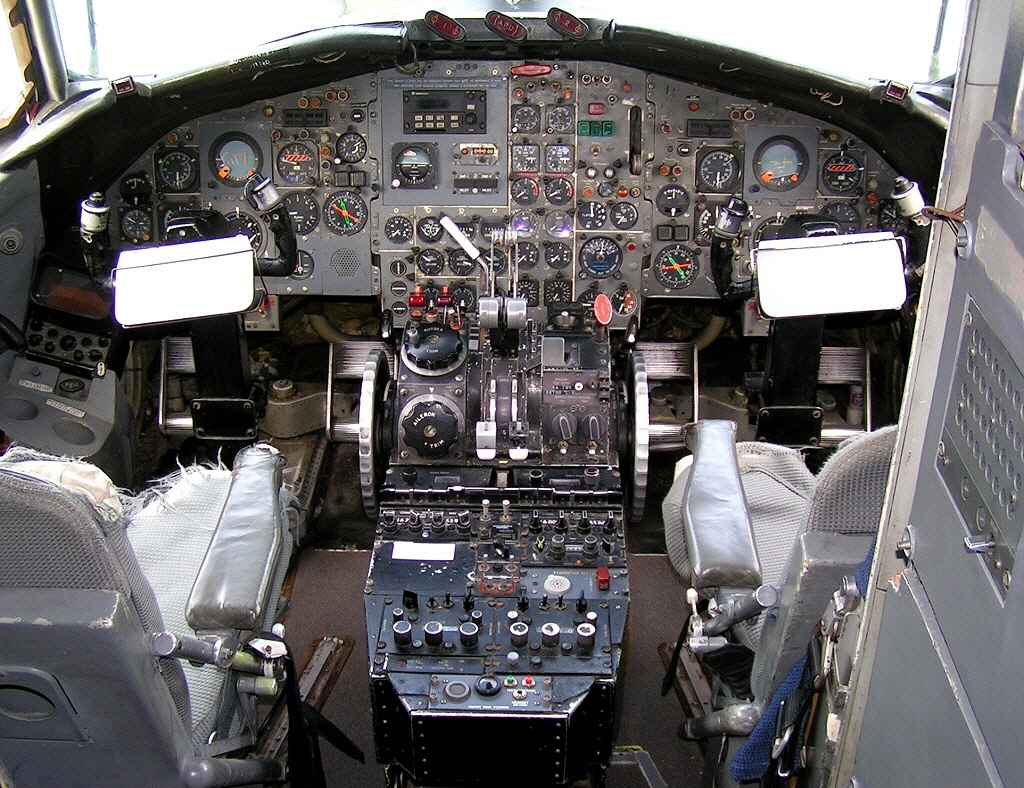
La cabina del BAC-111 con el Stick Shaker ya instalado después del accidente del BAC One-Eleven en 1963.

El Stick Shaker es un componente importante del sistema de advertencia y protección contra la entrada en pérdida del GPWS en una aeronave. Los accidentes, como el accidente del vuelo de prueba BAC One-Eleven en 1963, se atribuyeron a la  entrada en pérdida y motivaron a los organismos reguladores de la aviación a establecer requisitos para que ciertas aeronaves estuvieran equipadas con medidas de protección y para prevenir una entrada en pérdida, como el Stick Shaker  y el empujador de palanca de mando, para reducir tales situaciones. Si bien el Stick Shaker se ha vuelto relativamente frecuente entre los aviones de pasajeros y los aviones de transporte de gran tamaño, estos dispositivos no son infalibles y requieren que los pilotos reciban un entrenamiento de vuelo eficaz  sobre su funcionamiento y cómo responder cuando el Stick Shaker se active durante el vuelo. Han sucedido varios accidentes aéreos en dónde las aeronaves entraron en pérdida y  incluso con el Stick Shaker activado, en la mayoría de los casos, la causa fue a que los pilotos reaccionaron de forma inadecuada a la emergencia por causas o factores externos en la cabina de vuelo.

## Historia
En 1949 se comenzaría a desarrollar el Stick Shaker y ha realizar pruebas experimentales de funcionamiento.
En 1963, un avión de pasajeros BAC One-Eleven se estrelló durante un vuelo de prueba de una entrada en pérdida. Los pilotos empujaron a la aeronave con cola en T más allá de los límites de recuperación de una entrada en pérdida y entraron en un estado de entrada en pérdida profunda, en el que el aire perturbado del ala en pérdida había hecho que el timón de profundidad fuera ineficaz, lo que llevó directamente a una pérdida de control y un posterior accidente.  Como consecuencia del accidente, se instaló un sistema combinado de Vibración/Impulsador de la palanca de mando en todos los aviones de pasajeros BAC One-Eleven en producción. Una consecuencia más amplia del incidente fue la instauración de un nuevo requisito relacionado con la capacidad del piloto para identificar y superar las condiciones de la entrada en pérdida; el diseño de las aeronaves en la categoría de transporte que no cumplan con los detalles de este requisito puede ser aceptable si la aeronave está equipada con un Stick Pusher.
Después de que el vuelo 191 de American Airlines se estrellará el 25 de mayo de 1979, la Administración Federal de Aviación (FAA) emitió una directiva de aeronavegabilidad que obligaba a instalar y poner en funcionamiento el Stick Shaker  en ambas palancas de controles de vuelo en la mayoría de los McDonnell Douglas DC-10, un avión de pasajeros trirreactor. (Anteriormente, solo la palanca de mando del capitán estaban equipados con un Stick Shaker en el DC-10; en el caso del vuelo 191, este único Stick Shaker se había desactivado por un fallo parcial de la alimentación eléctrica al inicio de la emergencia). Además de la presión regulatoria, varios fabricantes de aeronaves se han esforzado por idear sus propios sistemas mejorados de protección contra la entrada en pérdida, muchos de los cuales han incluido el Stick Shaker. La empresa aeroespacial estadounidense Boeing había diseñado e integrado diversos sistemas de advertencia en caso de una entrada en pérdida en las numerosas aeronaves que han producido. 
Una extensa gama de aeronaves han incorporado el Stick Shaker en sus cabinas de vuelo. El Citation Longitude de Textron Aviation es un ejemplo de ello, al igual que el Pilatus PC-24, y la familia de aviones Bombardier Challenger 600 de Bombardier Aerospace. Los aviones comerciales como las nuevas versiones del Boeing 737, el Boeing 767 y la familia Embraer E-Jet E2 también han incluido al Stick Shaker en los sistemas de protección contra una entrada en pérdida.

## Funcionamiento
El Stick Shaker es un elemento vital en el sistema de protección contra la entrada en pérdida. El sistema está compuesto por sensores de ángulo de ataque (AOA) en el fuselaje o en las alas que están conectados a la aviónica, que recibe señales de los sensores AOA junto con una variedad de otros sistemas de vuelo. Cuando estos datos indican una condición de una entrada en pérdida inminente, la computadora activa tanto el Stick Shaker como una alerta auditiva. El Stick Shaker está compuesto en si por un motor eléctrico conectado a un volante de inercia deliberadamente desequilibrado. Cuando se activa, el Stick Shaker inicia una sacudida fuerte, ruidosa y completamente inconfundible de la palanca de mando. Esta sacudida de la palanca de mando coincide con la frecuencia y amplitud de la sacudida de la palanca que se produce debido a la separación del flujo de aire en las  aeronaves con baja velocidad a medida que se acercan a la entrada en pérdida. La sacudida de la palanca de mando está destinada a actuar como respaldo de la alerta auditiva, en caso de que los pilotos puedan estar distraídos.

### Stick Pusher
Otros sistemas de protección contra pérdida de sustentación incluyen al Stick Pusher, un dispositivo que empuja automáticamente hacia adelante la palanca de mando, ordenando una reducción en el ángulo de ataque de la aeronave y evitando así que la aeronave entre en una entrada en pérdida total. En la mayoría de las circunstancias, el Stick Pusher no se activará hasta poco después de que el Stick Shaker haya dado su advertencia de que se han detectado condiciones cercanas a la entrada en pérdida, y no se activará si los pilotos no han realizado las acciones apropiadas para reducir la probabilidad de una entrada en pérdida reduciendo el ángulo de ataque.  En la mayoría de los regímenes regulatorios, los sistemas de protección contra la entrada en pérdida de una aeronave deben probarse y activarse antes del despegue, así como permanecer activados durante todo el vuelo; por esta razón, las listas de verificación del despegue normalmente incluyen la realización de dichas pruebas como una cuestión de rutina.

## Advertencia sonora
El Stick Shaker emite un fuerte sonido y vibración mientras sacude fuertemente la palanca de mando y es lo suficientemente fuerte como para que se pueda escuchar con frecuencia en las grabaciones de la grabadora de voz de cabina (CVR) de las aeronaves que han experimentado una entrada en pérdida. Este nivel de movimiento vigoroso es intencional, ya que el Stick Shaker ha sido diseñado para que sea imposible de ignorar. Para los pilotos sin el entrenamiento adecuado, el Stick Shaker puede verse como agresivo e impaciente, por lo que se ha vuelto común que el sistema se presente a los pilotos durante los entrenamientos a través de un simulador de vuelo en lugar de una aeronave real. Volar sin el Stick Shaker aumentaría la probabilidad de que la aeronave se vea afectada por una entrada en pérdida y los pilotos no reaccionen correctamente.